# Attabad-tó
Az Attabad-tó (más néven Gojal-tó) egy földcsuszamlás által 2010 januárjában létrejött állóvíz a Hunza-völgyben, Pakisztán északi részén.

## Története
2010. január 4-én a sűrű havazás következtében egy óriási földcsuszamlás maga alá temette a Gilgit-Baltisztán tartományban fekvő Attabad falut, eltorlaszolva a Hunza folyó útját, Karimabadtól (régen Baltit, az egykori Hunza Királyság fővárosa) 16 km-nyire keletre. A földcsuszamlás közvetlenül körülbelül 20 halálos áldozatot követelt, 6000 ember vált hajléktalanná és 2 km hosszan maga alá temette a Karakoram főutat (Karakoram Highway). Az így keletkező medencét folyamatosan föltöltötte a Hunza folyó, s a kialakuló tó, mely miatt további 25000 ember volt kénytelen elköltözni, elöntötte a Pakisztánt Kínával összekötő köldökzsinórt, a Karakoram főút 19 km-nyi szakaszát, ezáltal jelentősen megnehezítve a két ország közötti közlekedést és a pakisztáni lakosság élelmiszerellátását.
2010 júniusában a tó 100 m3/sec kifolyási sebességgel átömlött a földcsuszamlás okozta természetes gáton. Az Attabad-tó ekkor 21 km hosszú volt és 100 m mélységet ért el.
Stein Aurél, aki 1900. június 21-én járt arra, leírja, hogy a helyiek szerint 50 évvel azelőtt (1850) egy földcsuszamlás eltorlaszolta a völgyet és „Átábádtól fölfelé pedig egy nagy tó keletkezett”.